# Munzir ibn Sawa Al Tamimi
Pour les articles homonymes, voir Tamimi (homonymie).

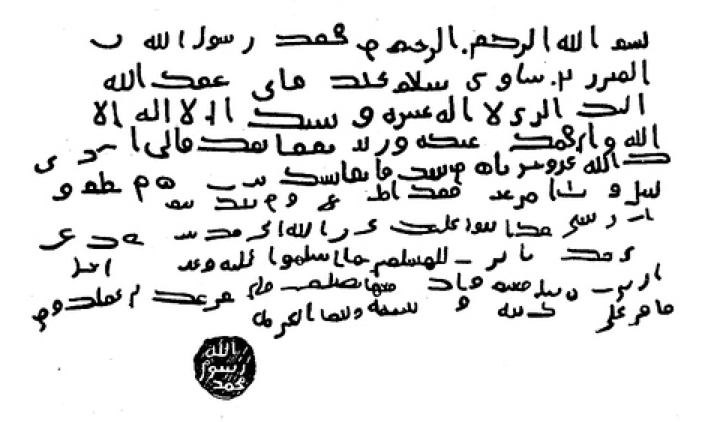
Reconstitution d'une lettre envoyée par Mahomet à Munzir bin Sawa al Tamimi, gouverneur de Bahreïn, imposant le paiement de la jizya aux Juifs et Majusi, VIIe s.

Munzir ibn Sawa Al Tamimi (En arabe : المنذر بن ساوى التميمي) était un gouverneur arabe contemporain de Mahomet, chef des territoires que sont aujourd'hui le Bahreïn, la partie orientale de l'Arabie saoudite, le Koweït, le sud de l'Irak, le Qatar, les Émirats arabes unis et Oman.
Au VIIe siècle, les habitants de Bahreïn et alentours sont majoritairement polythéistes, comportant également des communautés chrétiennes orientales, juives et zoroastres. Lorsque Mahomet commence à prêcher l'Islam en Arabie, il aurait envoyé une première lettre au gouverneur (voir la liste des lettres de Mahomet aux chefs d'État), qui lui fit une réponse dans laquelle il faisait part de son intérêt pour l'islam. Une seconde lettre est portée par Al-Alâ ibn Al-Hadrami. Après sa conversion, Munzir ibn Sawa Al Tamim diffuse l'islam sur l'ensemble de ses territoires, ce qui annonce le début de l'ère islamique à Bahreïn. 
Al-Ala'a Al-Hadrami est désigné par Mahomet comme son représentant à Bahreïn auprès de Munzir ibn Sawa Al Tamimi pour recueillir la jizya (capitation pour les non-musulmans). La lettre de Mahomet est conservée au musée islamique de Beit Al Qur'an à Manama, capitale du Bahreïn.[réf. nécessaire]